# Leif Högström
Leif Nils Oskar Högström (* 4. Juli 1955 in Stockholm) ist ein ehemaliger schwedischer Degenfechter.

## Erfolge
Leif Högström wurde 1977 in Buenos Aires mit der Mannschaft Weltmeister. Zweimal nahm er an Olympischen Spielen teil: 1976 zog er in Montreal im Mannschaftswettbewerb ungeschlagen ins Finale ein, in dem die schwedische Equipe Deutschland mit 8:5 bezwang. Gemeinsam mit Rolf Edling, Carl von Essen, Göran Flodström und Hans Jacobson wurde Högström somit Olympiasieger. Bei den Olympischen Spielen 1980 in Moskau belegte er mit der Mannschaft den fünften Rang.